# 許家榮
許家榮（1955年2月4日—），台湾男演员和電視节目主持人，曾出演过《台灣霹靂火》、《天下第一味》、《生命的太陽》等多部电视剧。其妻吳佳珊也是演員，但兩人分居多年。

## 戲劇作品
- 台視

2015年 《天若有情》飾 劉宏仁
2016年 《加油！美玲》飾 莊父
- 中視

1981年 《法律劇場》
1983年 《愛情三線路》
1985年 《一代女皇》飾 程南英
1985年 《白蛇传》
1986年 《一代公主》飾 程南英
1987年 《神雕侠侣》饰 王重陽
1988年《王昭君》 饰 柳永一
1989年《陳圓圓》飾 陳光清
1992年 《良人》飾 王敏成
1995年《媽祖拜觀音-靈鏡幽魂》飾 杜東山
1996年《老伯公的大瓦厝》飾 林萬興
2016年《純萃年代》飾 方倫治
- 大愛電視台

2007年 《歡喜有緣-後山土地公》饰 王成枝
2008年 《冬笋的滋味》 饰 宝云父
2008年 《情缘路》饰廖父
2009年 《兰心飘芳》 饰 邱父【阿玉仔】
2012年  《守著你的我》飾 陳火旺
2014年 《牽你的手 走愛的路》飾 林父
2015年 《幸福在我家》饰 葉年
2015年《月娘》飾 薛父
2022年《我家的美好時光》飾 鍾水
- 三立台灣台

199年 《鳥來伯與十三姨》飾 楊國峰
2002年《台灣霹靂火》 飾 高大春
2002年《戲說台灣-肉身菩薩》飾 姜鴻川
2007年《天下第一味》飾 王義雄
2008年《真情滿天下》飾 趙勇剛
- 三立都會台

2005年《格鬥天王》飾 蕭堯
- 華視

2005年《生命的太陽》 飾 蔡光誠
- 東森戲劇台

2020年《王牌辯護人》 飾 劉彥昌

## 廣告作品
- 三華製藥「風邪斯巴」
- 正記生物科技「正記胃友錠」